# Конотовський Віталій Петрович
Віталій Петрович Конотовський (1981—2022) — старший солдат збройних сил України, учасник російсько-української війни.

## Життєпис
Народився 4 травня 1981 року в місті Малин Житомирської області. Навчався у Малинській загальноосвітній школі № 4. Потім у Малинському лісотехнічному  коледжі.
Під час повномасштабної війни був старшим солдатом у 95 десантно-штурмовій бригаді.
Загинув 3 грудня 2022 року в Донецькій області.

## Нагороди та вшанування
- Орден «За мужність» III ступеня[1].
- Почесний громадянин Малинської міської територіальної громади.